# دوگ لامالفا
دوگ لامالفا (انگلیسی: Doug LaMalfa; زاده ۲ ژوئیهٔ ۱۹۶۰) نمایندهٔ حوزه انتخابیه اول کالیفرنیا از حزب جمهوری‌خواه در مجلس نمایندگان ایالات متحده آمریکا است که برای نخستین‌بار در ۶ ژانویه ۲۰۱۳ میلادی به‌عضویت این مجلس درآمد.